# Campimia
Campimia es un género con 4 especies de plantas fanerógamas pertenecientes a la familia Melastomataceae.  

## Taxonomía
El género fue descrito por Henry Nicholas Ridley y publicado en J. Straits Branch Roy. Asiat. Soc. 57: 40, en el año 1911.

## Especies
- Campimia auriculata (Ridl.) M.P.Nayar -- Bull. Bot. Surv. India 14(1-4): 189 (1972 publ. 1975).
- Campimia scorpioidea Ridl. -- J. Straits Branch Roy. Asiat. Soc. 57: 40. 1911 [Jan 1911]
- Campimia scorpioides Ridl. -- J. Straits Branch Roy. Asiat. Soc. 57: 40. 1911 [Jan 1911]
- Campimia wrayi Ridl.